# Gianluca Curci
Gianluca Curci (Roma, 12 de julho de 1985) é um ex-futebolista italiano que atuava como goleiro.

## Carreira
Leon Balogun começou a carreira na AS Roma.

## Títulos
Roma
- Copa da Itália: 2006–07, 2007–08
- Supercopa da Itália: 2007[2]